# Morgana Lefay
För den mytologiska kvinnan, se Morgan le Fay.
Morgana Lefay är ett svenskt metalband från Bollnäs.
Bandet bildades som Damage 1986. Namnet Morgana Lefay togs 1989. 1990 gav de själva ut skivan Symphony of the Damned, och 1991 skrev de skivkontrakt av Black Mark Production efter att ha släppt demon Rumours of Rain. 1997 bytte de namn (och label) till Lefay, och gav ut skivorna The Seventh Seal, Symphony of the Damned (re-symhponised) och ...---... (S.O.S) på Noise Records. Namnbytet var på grund av en dispyt kring kontraktet bandet hade med Black Mark. Detta ledde till att Black Mark släppte en skiva med ett band som hette Morgana Lefay, en självbetitlad skiva. Denna upplaga av Morgana Lefay bestod av gamla medlemmar och det albumet erkänns ej på bandets officiella hemsida, och generellt räknar heller inte musikpressen eller fansen det som en skiva av bandet. 2004 bytte Lefay tillbaka till sitt gamla namn Morgana Lefay och även gamla skivbolaget Black Mark. 
I början av maj 2006 slutade trummisen Robin Engström. Senare samma månad dock var en ersättare funnen i form av Pelle Åkerlind. I augusti 2006 gick bandet in i studion, och den 19 mars 2007 släpptes bandets tionde album: Aberrations Of The Mind.
Sångaren Charles "Chulle" Rytkönen var med i andra säsongen av TV4-programmet Körslaget, där han tävlade och vann hela tävlingen med Team Hanna från Bollnäs.
I juli 2013 släppte bandet ett eget öl via ett bryggeri i Ljusne.

## Medlemmar
Nuvarande medlemmar
- Charles Rytkönen – sång (1989–1997, 2004– )
- Tony Eriksson – gitarr (1989–1997, 2004– )
- Peter Grehn – gitarr (1994, 2004– )
- Fredrik Lundberg – basgitarr (2004– )
- Pelle Åkerlind – trummor (2006– )

Tidigare medlemmar
- Joakim Lundberg – basgitarr (1989–1991)
- Jonas Söderlind – trummor (1989–1997)
- Stefan Jonsson – gitarr (1989)
- Tommi Karppanen – gitarr (1989 –1994)
- Joakim Heder – basgitarr (1991–1999)
- Daniel Persson – gitarr (1994–1999), sång (1997–1999)
- Thomas Persson – gitarr (1999)
- Robin Engström – trummor (2004–2006)

Medlemmar under "Lefay-åren" (1997–2004)
- Robin Engström – trummor (1997–2004)
- Peter Grehn – gitarr (1997–2004)
- Tony Eriksson – gitarr (1997–2004)
- Charles Rytkönen – sång (1997–2004)
- Fredrik Lundberg – basgitarr (2003–2004)
- Micke Åsentorp – basgitarr (1997–2003)

## Diskografi
Demo
- Rumours of Rain (kassett, 1992)

Studioalbum
- Symphony of the Damned (1990)
- Knowing just as I (1993)
- The Secret Doctrine (1993)
- Sanctified (1995)
- Maleficium (1996)
- Morgana Lefay (1999)
- Grand Materia (2005)
- Aberrations of the Mind (2007)

Singlar
- "Sculptures of Pain" (1995)
- "Over and Over Again" (2007)

Studioalbum som "Lefay"
- The Seventh Seal (1999)
- Symphony of the Damned (Re-Symphonised 1999)
- ... --- ... (S.O.S) (2000)

Samlingsalbum
- Past Present Future (1995)
- Fata Morgana (1998)